# Dionizy
Dionizy – imię męskie pochodzenia greckiego. Wywodzi się od imienia boga Dionizosa. W niektórych językach jego odpowiednikiem jest forma Denis albo Dennis; oboczną formą jest Dionizjusz. Żeńskim odpowiednikiem jest Dionizja.
Dionizy imieniny obchodzi: 26 lutego, 24 marca, 8 kwietnia, 19 kwietnia, 8 maja, 25 maja, 2 września, 9 września, 20 września, 3 października, 9 października, 10 października, 16 października, 16 listopada, 17 listopada, 19 listopada, 29 listopada, 26 grudnia i 30 grudnia.

## Odpowiedniki w innych językach[1]
- angielski – Dennis, Denis, Denys
- białoruski – Дзянiс (Dzianis)
- czeski – Dionýz, Diviš
- esperanto – Dionizio[2]
- fiński – Nisu, Nisiu
- francuski – Denis
- hiszpański – Dionisio
- litewski – Dionizas
- łotewski – Dionisījs
- portugalski – Dionisio, Diniz
- rosyjski – Дионисий (Dionisij), Денис (Dienis), Дионисей (Dionisiej), Денисей (Dienisiej)[3].
- rumuński – Dionisie
- ukrański – Денис (Denys)
- węgierski – Dénes, Gyenes
- włoski – Dionigi, Dionisio

## Znane postacie tego imienia
- Dionizy Areopagita – męczennik prawosławny (święty), biskup ateński, wspomnienie 16 października
- Dionizy z Koryntu –  biskup, święty katolicki, wspomnienie 8 kwietnia
- Święty Dionizy – pierwszy biskup Paryża, wspomnienie 9 i 10 października
- Dionizy Wielki – biskup aleksandryjski, teolog, święty katolicki, męczennik prawosławny, wspomnienie 5/18 października
- Dionizy – wczesnochrześcijański papież
- Pseudo-Dionizy Areopagita – wczesnochrześcijański teolog i autor
- Dionizy I (1261–1325) – król Portugalii
- Dionisio Baixeras Verdaguer (1862–1943) – kataloński malarz i rysownik, naturalista
- Dionizy Bałaban – XVII-wieczny metropolita kijowski
- Denis Chismatullin
- Denis Diderot – oświeceniowy pisarz, filozof i encyklopedysta
- Dionizije Dvornić
- Dionizy Feliksiewicz – polski aktor teatralny
- Dionisio Galparsoro – hiszpański kolarz szosowy
- Denis Healey – brytyjski polityk, członek Partii Pracy
- Denys Kułakow (ur. 1986) – ukraiński piłkarz, reprezentant Ukrainy
- Denis de Malbran de Lanoue
- Dienis Mieńszow
- Dienis Niżegorodow
- Denis Papin
- Denis-Benjamin Papineau
- Dennis William Sciama
- Dionizy Smoleński – polski chemik, rektor Politechniki Wrocławskiej i Politechniki Warszawskiej
- Dionigi Tettamanzi – kardynał włoski
- Dénes Varga (ur. 1987) – węgierski piłkarz wodny, złoty medalista olimpijski z Pekinu
- Dionizy Żabokrzycki
- Franciszek Dionizy Lutosławski
- Alexandre Denis Abel de Pujol
- Siméon Denis Poisson

- Dionizy (ur. ok. 1440 – zm. po 1503) – ruski ikonograf
- Dionizy (Ilijević, ur. 1838, zm. 1894) – serbski biskup prawosławny
- Dionizy (Dmitrij Aleksiejewicz Konstantinow, ur. 1960) – biskup Ukraińskiego Kościoła Prawosławnego Patriarchatu Moskiewskiego
- Dionizy (Dionisios Mandalos, ur. 1952) – grecki duchowny prawosławny
- Dionizy (Dragan Pantelić, ur. 1932, zm. 2023) – serbski archimandryta prawosławny
- Dionizy (Damjan Petrović, ur. 1858, zm. 1900) – serbski biskup prawosławny
- Dionizy (Ewstatij Antonow Pomakow, ur. 1835, zm. 1875) – bułgarski biskup prawosławny
- Dionizy (Pietr Nikołajewicz Porubaj, ur. 1975) – rosyjski biskup prawosławny
- Dionizy (Dmitrij Prozorowski, ur. 1871, zm. 1937) – rosyjski biskup prawosławny
- Dionizy (Kostiantyn Pyłypczuk, ur. 1979) – ukraiński biskup prawosławny, służący w jurysdykcji Ukraińskiego Kościoła Prawosławnego Patriarchatu Moskiewskiego
- Dionizy (Charalambos Sakatis, ur. 1946, zm. 2021) – duchowny prawosławnego Patriarchatu Konstantynopola
- Dionizy (Pawieł Iwanowicz Sosnowski, ur. ok. 1859, zm. 1918) – rosyjski biskup prawosławny
- Dionizy (Pawieł Siergiejewicz Szumilin, ur. 1979 w Aleksinie) – rosyjski biskup prawosławny
- Dionizy (Birhane Mesqel Tedla, ur. 1967) – duchowny Etiopskiego Kościoła Ortodoksyjnego
- Dionizy (Konstanty Nikołajewicz Waledyński, ur. 1876, zm. 1960) – biskup Rosyjskiego Kościoła Prawosławnego, następnie zwierzchnik Polskiego Autokefalicznego Kościoła Prawosławnego
- Dionizy (Dimitrios Zifnaios, ur. 1954 w Atenach) – grecki duchowny prawosławny